# María Fux
Maria Fux (Buenos Aires, 2 gennaio 1922 – 31 luglio 2023) è stata una ballerina, coreografa e scrittrice argentina.
Si distinse anche come danzaterapista.

## Biografia
In Argentina era riconosciuta come fondatrice di un proprio metodo di terapia. Istituì scuole di danza in Argentina ed Europa, dove formò fisioterapisti, terapisti occupazionali, logopedisti, docenti di danza e ginnastica, psicoterapisti e psicologi, nonché insegnanti di sostegno per persone con differenti tipi di disabilità. Fu invitata da istituzioni per testimoniare la propria esperienza su problemi relativi a sordità, sindrome di Down, spasticità, autismo e vecchiaia.
Divenne il soggetto del film documentario Dancing with Maria, presentato per la settimana della critica alla 71ª Mostra internazionale d'arte cinematografica di Venezia.
Pubblicò diversi libri, tradotti in varie lingue tra cui l'italiano.
Maria Fux è morta a 101 anni nel 2023.

## Principali riconoscimenti
- Diploma UNESCO per l'attività di insegnante (1996)[3]
- Riconoscimento da parte delle Nazioni Unite nell'anno internazionale per la terza età (1999)
- Cittadinanza onoraria della città di Buenos Aires (2002)
- Gratia Artis Award dell'Academia Nacional de Bellas Artes (2007)
- Silver Clover Award da parte del Rotary International per il servizio alla comunità vel campo dell'Arte, la Scienza, l'Educazione e l'Azione sociale (2008)

## Opere letterarie
- (ES) María Fux, Primer encuentro con la danzaterapia, Paidós, 1982,  p. 149, ISBN 978-950-12-4415-1.
- (ES) María Fux, La formación del danzaterapeuta, Gedisa, 1997,  p. 112, ISBN 9788474326413.
- (ES) María Fux, Danzaterapia: Fragmentos de vida, Lumen Argentina, 1998,  p. 128, ISBN 978-950-724-724-8.
- (ES) María Fux, Danza, experiencia de vida, Ediciones Paidós Ibérica, 1999,  p. 128, ISBN 978-968-853-361-1.
- (ES) María Fux, Después de la caída... ¡continúo con la Danzaterapia!, Lumen Argentina, 2001,  p. 94, ISBN 978-987-00-0056-3.
- (ES) María Fux, Qué es la danzaterapia, preguntas que tienen respuesta, Lumen, 2005,  p. 72, ISBN 9789870003519.
- (ES) María Fux, Ser danzaterapeuta hoy, Lumen Argentina, 2007,  p. 120, ISBN 978-987-00-0692-3.
- (ES) María Fux, Imágenes de la danzaterapia, Lumen Argentina, 2009,  p. 40, ISBN 978-987-00-0875-0.
- (ES) María Fux, El Color es Movimiento, Papers Editores, 2013,  p. 109, ISBN 978-987-1274-20-8.